# Ideoblothrus leleupi
Ideoblothrus leleupi är en spindeldjursart som först beskrevs av Beier 1959.  Ideoblothrus leleupi ingår i släktet Ideoblothrus och familjen spinnklokrypare. Inga underarter finns listade i Catalogue of Life.